# Verbundkraftwerk Uckermark
Das Verbundkraftwerk Uckermark (auch Kraftwerk Uckermark oder Regionalkraftwerk Uckermark) dient der Verzahnung von Windkraft, Wasserstoff, Photovoltaik und Biogas und bietet elektrische Energie, Methan und Fernwärme. Windkraftanlagen, Photovoltaikanlagen und Biomasseheizkraftwerk erzeugen elektrische Energie. Das Kraftwerk besaß im Oktober 2020 eine Nennleistung von 600 MW, wobei neben der Hauptanteil durch Windenergieanlagen gebildet wird. Zusätzlich wird ein Batteriespeicher mit 22 MW Leistung zur Stabilisierung des Stromnetzes eingesetzt. Das Verbundkraftwerk Uckermark ist Teil des vom Bundesministerium für Wirtschaft und Energie im Rahmen des Förderprogramms „Schaufenster intelligente Energie (SINTEG)“ geförderten Projektes WindNODE, das die Nutzbarkeit von Erneuerbaren Energien ausbauen will.

## Funktionsweise

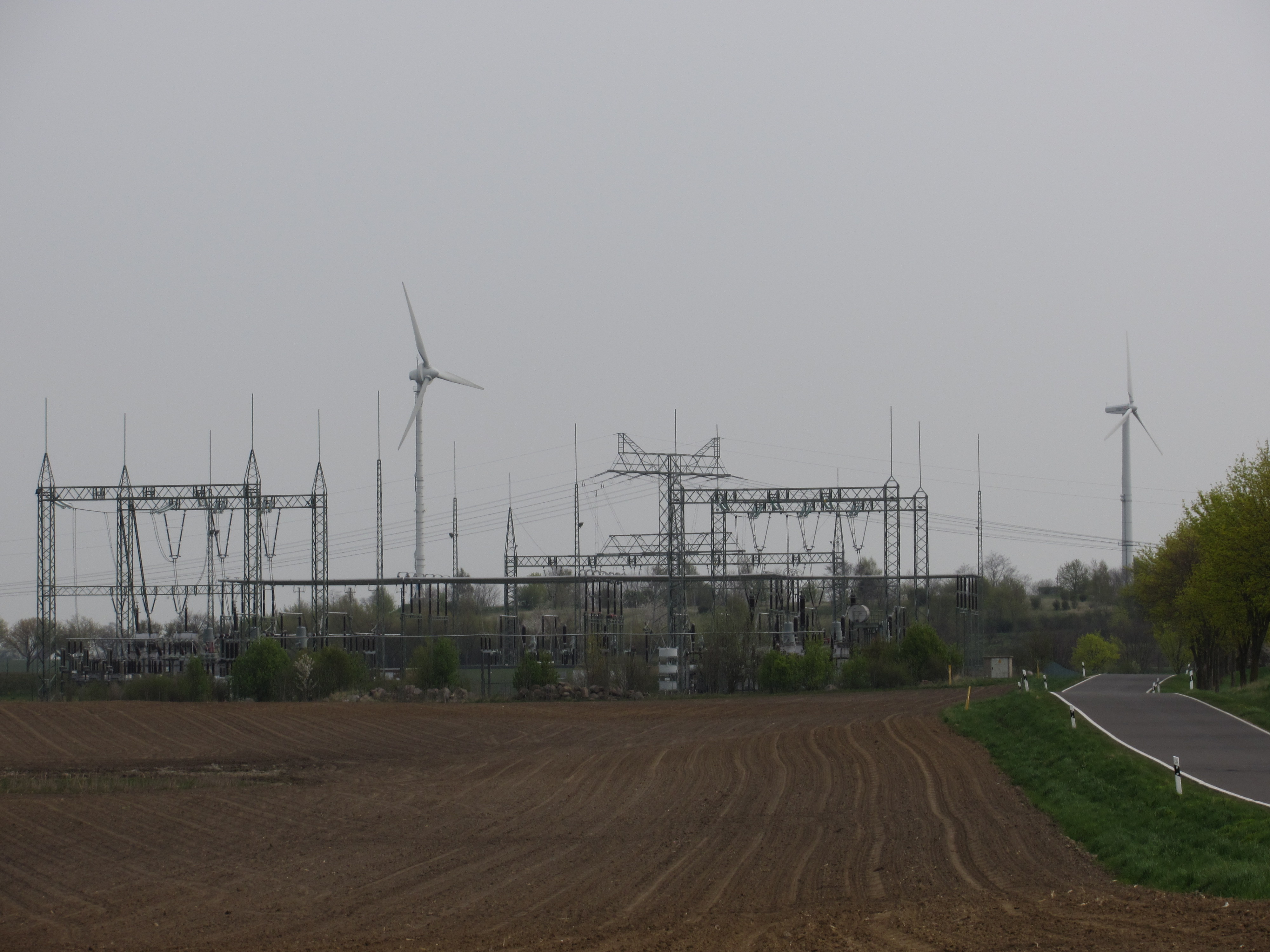
Umspannwerk in Uckerfelde-Bertikow

Zum Verbundkraftwerk Uckermark gehört das Hybridkraftwerk Prenzlau, für das im Jahr 2009 der Grundstein gelegt wurde. Enertrag hat in ein eigenes 110-kV-Netz investiert, das mittlerweile eine Länge von über 1.000 km hat. An mehreren Umspannwerken wird die elektrische Energie in das öffentliche 220-kV-Höchstspannungsnetz eingespeist. 2020 bekam das Unternehmen in einer Innovationsausschreibung der Bundesnetzagentur den Zuschlag für den Bau eines Freiflächen-Solarfelds mit Energiespeicher. Die Anlage, die im Mai 2023 in Betrieb ging, wurde Teil des Verbundkraftwerks Uckermark. Sie besteht wird aus einer Photovoltaikanlage mit einer installierten Leistung von 20 MW und einem Lithium-Ionen-Akkumulator mit einer Kapazität von 3,4 MWh zur Energiespeicherung.

## Erzeugnisse
Die Schwankungen in der Energieerzeugung werden durch Speicher für Wasserstoff und durch Wärmespeicher ausgeglichen. Der Strom wird direkt in das europäische Verbundnetz eingespeist. Mit der Fernwärme werden Orte und Gebäude in der Region versorgt. Seit Sommer 2020 wird überschüssige Energie, die sonst abgeregelt würde, durch einen Wärmespeicher zur Wärmeerzeugung ins anliegende Nechlin weitergeleitet, wofür bis November 2020 eine Ausnahmeregelung von der EEG-Umlage im Rahmen des Projekts WindNODE genutzt wurde.

## Liste von Windkraftanlagen
In der Liste von Windkraftanlagen in Berlin und Brandenburg finden sich unter anderem folgende Windparks die zum Verbundkraftwerk Uckermark zählen:
- Windpark Drense
- Windpark Grünberg-Wallmow
- Windpark Grünow
- Windpark Kleisthöhe
- Windpark Nechlin
- Windpark Neuenfeld
- Windpark Randowhöhe-Wollin
- Windpark Schönfeld
- Windpark Storkow
- Windpark Wolfsmoor